# اچ‌ام‌اس کوئین (۱۹۰۲)
اچ‌ام‌اس کوئین (۱۹۰۲) (به انگلیسی: HMS Queen (1902)) یک کشتی بود که طول آن ۴۳۱ فوت ۹ اینچ (۱۳۱٫۶۰ متر) بود. این کشتی در سال ۱۹۰۲ ساخته شد.